# Nanobateries

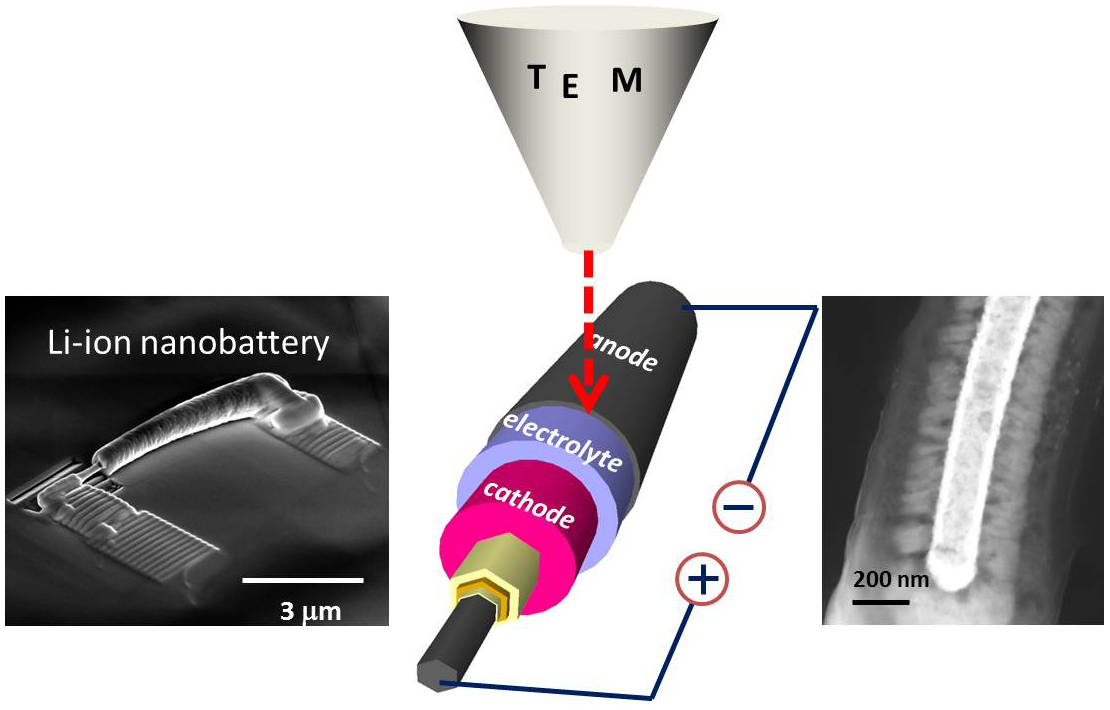
Imatge esquerra: mostra l'aspecte d'una bateria de mida nanomètrica sota espectrometria d'electrons de transmissió (TEM). Centre de la imatge i dreta: el NIST va poder utilitzar TEM per visualitzar bateries de mida nanomètrica i va descobrir que probablement hi ha un límit de la fina capa d'electròlits que pot tenir la bateria fins que no funciona correctament. Crèdit: Talin/NIST Autor: Institut Nacional d'Estàndards i Tecnologia

Les nanobateries són bateries fabricades que utilitzen tecnologia a nanoescala, partícules que mesuren menys de 100 nanòmetres o 10⁻⁷ metres. Aquestes bateries poden ser de mida nanomètrica o poden utilitzar nanotecnologia en una bateria a macroescala. Les bateries a nanoescala es poden combinar per funcionar com una macrobateria, com ara dins d'una bateria de nanoporus
La tecnologia tradicional de bateries de liti-ió utilitza materials actius, com ara l'òxid de cobalt o l'òxid de manganès, amb partícules que tenen una mida d'entre 5 i 20 micròmetres (5000 i 20000 nanòmetres, és a dir, més de 100 vegades la nanoescala). S'espera que la nanoenginyeria millori moltes de les deficiències de la tecnologia actual de les bateries, com ara l'expansió del volum i la densitat de potència.

## Rerefons

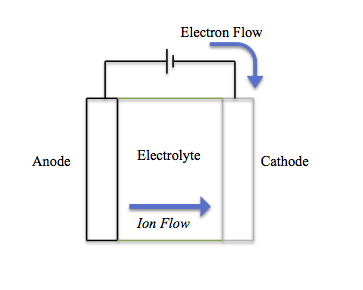
Esquema bàsic del funcionament d'una bateria d'ions. Les fletxes blaves indiquen la descàrrega. Si ambdues fletxes invertissin la direcció, la bateria s'estaria carregant i aquesta bateria es consideraria una bateria secundària (recarregable)

Una bateria converteix l'energia química en energia elèctrica i està composta de tres parts generals:
- Ànode (elèctrode positiu)
- Càtode (elèctrode negatiu)
- electròlit

L'ànode i el càtode tenen dos potencials químics diferents, que depenen de les reaccions que es produeixen en qualsevol dels extrems. L'electròlit pot ser un sòlid o un líquid que sigui iònicament conductor. La frontera entre l'elèctrode i l'electròlit s'anomena interfase sòlid-electròlit (SEI). Connectar un circuit a través dels elèctrodes fa que l'energia química emmagatzemada a la bateria es converteixi en energia elèctrica.

## Limitacions de la tecnologia actual de bateries
La capacitat d'una bateria per emmagatzemar càrrega depèn de la seva densitat d'energia i la seva densitat de potència És important que la càrrega pugui romandre emmagatzemada i que es pugui emmagatzemar la màxima quantitat de càrrega dins d'una bateria. El cicle i l'expansió del volum també són consideracions importants. Tot i que existeixen molts altres tipus de bateries, la tecnologia actual de les bateries es basa en la tecnologia d'intercalació d'ions de liti per la seva alta potència i densitats d'energia, la seva llarga vida útil i la seva absència d'efectes de memòria. Aquestes característiques han fet que les bateries de liti-ió siguin preferides a altres tipus de bateries. Per millorar la tecnologia d'una bateria, s'ha de maximitzar la capacitat de ciclatge i la densitat d'energia i potència, i s'ha de minimitzar l'expansió del volum.
Durant la intercalació de liti, el volum de l'elèctrode s'expandeix, causant tensió mecànica. La tensió mecànica compromet la integritat estructural de l'elèctrode, fent que s'esquerdi. Les nanopartícules poden disminuir la quantitat de tensió que pateix un material quan la bateria se sotmet a cicles, ja que l'expansió del volum associada a les nanopartícules és menor que l'expansió del volum associada a les micropartícules. La petita expansió de volum associada a les nanopartícules també millora la capacitat de reversibilitat de la bateria: la capacitat de la bateria per passar per molts cicles sense perdre càrrega.
En la tecnologia actual de bateries de ions de liti, les taxes de difusió del liti són lentes. Gràcies a la nanotecnologia, es poden aconseguir taxes de difusió més ràpides. Les nanopartícules requereixen distàncies més curtes per al transport d'electrons, cosa que comporta taxes de difusió més ràpides i una conductivitat més alta, que en última instància condueix a una densitat de potència més gran.

## Avantatges de la nanotecnologia
L'ús de la nanotecnologia per a la fabricació de bateries ofereix els següents beneficis:
- Augmentar l'energia disponible d'una bateria i disminuir el temps necessari per recarregar-la. Aquests beneficis s'aconsegueixen recobrint la superfície d'un elèctrode amb nanopartícules, augmentant la superfície de l'elèctrode i permetent així que flueixi més corrent entre l'elèctrode i els productes químics de l'interior de la bateria.[14]
- Els nanomaterials es poden utilitzar com a recobriment per separar els elèctrodes de qualsevol líquid de la bateria, quan la bateria no està en ús. En la tecnologia actual de bateries, els líquids i els sòlids interactuen, provocant una descàrrega de baix nivell. Això disminueix la vida útil d'una bateria.[15]

## Desavantatges de la nanotecnologia
La nanotecnologia presenta els seus propis reptes en les bateries:
- Les nanopartícules tenen baixa densitat i gran superfície. Com més gran sigui la superfície, més probable és que es produeixin reaccions a la superfície amb l'aire. Això serveix per desestabilitzar els materials de la bateria.[16][17]
- A causa de la baixa densitat de les nanopartícules, existeix una major resistència interpartícula, cosa que disminueix la conductivitat elèctrica del material.[18]
- Els nanomaterials poden ser difícils de fabricar, cosa que augmenta el seu cost. Tot i que els nanomaterials poden millorar considerablement les capacitats d'una bateria, la seva fabricació pot tenir un cost prohibitiu.[19]

## Recerca activa i passada
S'han dut a terme moltes investigacions sobre les bateries de ions de liti per maximitzar-ne el potencial. Per aprofitar adequadament els recursos d'energia neta, com l'energia solar, l'energia eòlica i l'energia mareomotriu, es necessiten bateries capaces d'emmagatzemar grans quantitats d'energia utilitzada en l'emmagatzematge d'energia a la xarxa S'estan investigant els elèctrodes de fosfat de liti i ferro per a possibles apl                                                                                                                                                                                                                                                                                                                                                                                                                                                                                                                                                                                                                                                                                                                                                                                                                                                                                                                                                                                                                                                                                                                                                                                                                                    icacions en l'emmagatzematge d'energia a la xarxa.
Els vehicles elèctrics són una altra tecnologia que requereix bateries millorades. Les bateries dels vehicles elèctrics actualment requereixen temps de càrrega llargs, cosa que prohibeix efectivament el seu ús per a cotxes elèctrics de llarga distància.

### Materials ànodics nanoestructurats

#### Grafit i SEI
L'ànode de les bateries de liti-ió és gairebé sempre de grafit Els ànodes de grafit han de millorar la seva estabilitat tèrmica i crear una capacitat de potència més alta. El grafit i alguns altres electròlits poden patir reaccions que redueixen l'electròlit i creen una SEI (interfase d'electròlits sòlids), reduint efectivament el potencial de la bateria. Actualment s'estan investigant nanorecobriments al SEI per evitar que es produeixin aquestes reaccions.

#### Grafè i altres materials de carboni
El grafè s'ha estudiat àmpliament pel seu ús en sistemes electroquímics com ara bateries des del seu primer aïllament el 2004. El grafè ofereix una gran superfície i una bona conductivitat. En la tecnologia actual de bateries de liti-ió, les xarxes 2D de grafit inhibeixen la intercalació suau d'ions de liti; els ions de liti han de viatjar al voltant de les làmines de grafit 2D per arribar a l'electròlit. Això alenteix les velocitats de càrrega de la bateria. Actualment s'estan estudiant materials porosos de grafè per millorar aquest problema. El grafè porós implica la formació de defectes a la làmina 2D o la creació d'una superestructura porosa basada en grafè 3D.

#### Òxids de titani
Els òxids de titani són un altre material d'ànode que s'ha investigat per les seves aplicacions en vehicles elèctrics i emmagatzematge d'energia a la xarxa elèctrica. Tanmateix, les baixes capacitats electròniques i iòniques, així com l'alt cost dels òxids de titani, han demostrat que aquest material és desfavorable en comparació amb altres materials d'ànode.

#### Ànodes basats en silici
També s'han investigat els ànodes basats en silici, concretament per la seva capacitat teòrica més alta que la del grafit. Els ànodes basats en silici tenen altes velocitats de reacció amb l'electròlit, baixa capacitat volumètrica i una expansió de volum extremadament gran durant el cicle. No obstant això, recentment s'han fet treballs per disminuir l'expansió del volum en ànodes basats en silici. En crear una esfera de carboni conductor al voltant de l'àtom de silici, Liu et al. han demostrat que aquest petit canvi estructural deixa prou espai perquè el silici s'expandeixi i es contragui sense proporcionar tensió mecànica a l'elèctrode.

### Materials de càtode nanoestructurats
Les nanoestructures de carboni s'han utilitzat per augmentar la capacitat dels elèctrodes, és a dir, del càtode. En les bateries de LiSO2, la nanoestructuració del carboni va ser capaç d'augmentar teòricament la densitat d'energia de la bateria en un 70% respecte a la tecnologia actual de bateries de liti-ió. En general, s'ha descobert que els aliatges de liti tenen una densitat d'energia teòrica més elevada que els ions de liti.

#### Grafè

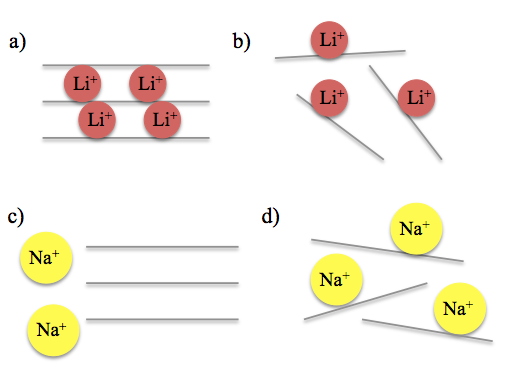
Durant la intercalació, a) ions de liti en una xarxa de grafit, b) ions de liti en una xarxa de grafè, c) ions de sodi que no poden encaixar en una xarxa de grafit, d) ions de sodi en una xarxa de grafè.

El grafè es podria utilitzar per millorar la conductivitat elèctrica dels materials del càtode. LiCoO₂, LiMn₂O₄ i LiFePO₄ són materials de càtode que s'utilitzen habitualment en bateries d'ions de liti. Aquests materials de càtode s'han barrejat típicament amb altres materials compostos de carboni per millorar la seva capacitat de velocitat. Com que el grafè té una conductivitat elèctrica més alta que aquests altres materials compostos de carboni, com el negre de carboni, el grafè té una major capacitat per millorar aquests materials de càtode més que altres additius compostos de carboni.
Piao et al. han estudiat específicament el grafè porós en relació només amb el grafè. El grafè porós combinat amb LiFePO4 va ser avantatjós respecte al grafè combinat només amb LiFePO4, per millorar l'estabilitat del cicle. El grafè porós va crear bons canals de porus per a la difusió d'ions de liti i va evitar l'acumulació de partícules de LiFePO4.